# 绰源林业局
绰源林业局是一个位于中华人民共和国内蒙古自治区牙克石市的类似乡级单位，亦是中国内蒙古森林工业集团所属的一个林业局。
绰源林业局位于大兴安岭南麓，地跨牙克石市、鄂温克族自治旗。施业区面积312588公顷，其中林业用地面积299786公顷，森林覆被率80.75%。

## 行政区划
绰源林业局下辖以下单位：
育林林场、翠岭林场、青岭林场、苏格河林场、梨子山林场。